# Thalotia
Thalotia is een geslacht van slakken uit de familie Trochidae.

## Soorten
- Thalotia conica (Gray, 1827)
- Thalotia khlimax Vilvens, 2012
- Thalotia polysarchosa Vilvens, 2012
- Thalotia tiaraeides Vilvens, 2012